# قرار مجلس الأمن التابع للأمم المتحدة رقم 1358
قرار مجلس الأمن التابع للأمم المتحدة رقم 1358، الذي تم اتخاذه بالتزكية في جلسة مغلقة عقدت في 27 حزيران / يونيو 2001، بعد أن نظر في مسألة التوصية بتعيين الأمين العام للأمم المتحدة، أوصى المجلس الجمعية العامة بأن يتم تعيين السيد كوفي عنان لولاية ثانية من 1 يناير 2002 إلى 31 ديسمبر 2006.
لم يكن انتخاب عنان محل اعتراض لأنه أعلن عن نيته الترشح لمنصب الأمين العام في مارس 2001 ووافقت الدول على قراره على الفور. وأيدت الجمعية العامة تعيينه لاحقا.

## روابط خارجية
- نص القرار في undocs.org